# Donnchadh, 4. Earl of Mar
Donnchadh, 4. Earl of Mar (anglisiert auch Duncan, * vor 1183; † vor dem 7. Februar 1244), war ein schottischer Adliger.

## Leben
Er war ein jüngerer Sohn des Morggán, 2. Earl of Mar († 1182/83). Sein Name erscheint erstmals in einer Urkunde aus dem Jahr 1207, in der er zusammen mit seinem Bruder James als Unterschriftszeuge für den ältesten Bruder Malcolm auftritt. Auch in einer königlichen Schenkungsurkunde von Alexander II. aus dem Jahr 1222 wird er als Duncan, Sohn des Morgund geführt.
Wie er den Titel des Earl of Mar erlangte, ist bis heute unklar. Sein Vorgänger Gille Críst, 3. Earl of Mar ist letztmals 1221 belegt. Donnchadh wird erstmals in einer Urkunde des Königs vom 29. August 1228 als Earl benannt, in der dieser ihn als Besitzer bestimmter Ländereien anerkennt. Eine Anfechtung des Titels im Jahr 1230 durch Thomas de Lundin, einen Nachfahren von Gille Críst über die weibliche Linie, blieb erfolglos.
Wie seine Vorgänger war auch Donnchadh ein großzügiger Gönner für verschiedene Abteien und Pfarreien. Der Priorei von Monymusk, die schon von Gille Críst beschenkt worden waren, erhielt die Kirchen von Braemar und Kindrocht für die Seelen von Vater und Mutter. Die Kirche von Logy Mar, deren Bau unter seinem Vorgänger begann, wurde als seine Begräbniskirche vorgesehen und dem Bischofssitz von Aberdeen überschrieben. 1242 unterzeichnete er einen Vertrag mit der Abtei von St. Adrews, in dem ihm die Mönche alle kirchlichen Ländereien in Tarland und Migvie gegen die Zahlung eines zweiten Zehnt überlassen.
Donnchadh war verheiratet und hinterließ mindestens einen Sohn, William, sein Erbe als 5. Earl. Ein zwischen 1213 und 1328 urkundlich genannter „John, Sohn des Earl of Mar“ (Johanne filio comitis de Mar) ist vermutlich ein weiterer Sohn Donnchadhs.